# العلاقات الإماراتية العراقية

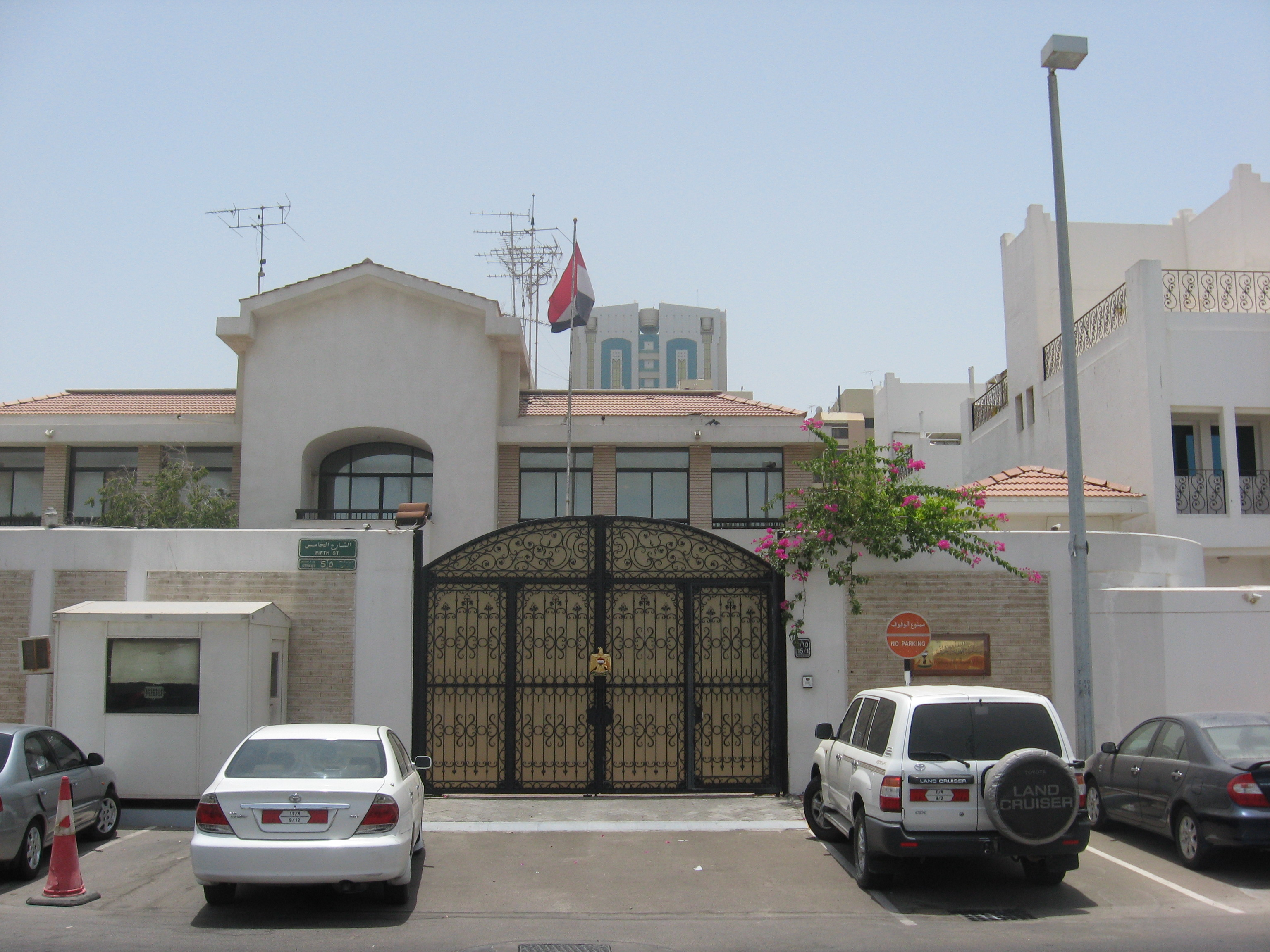
السفارة العراقية في أبوظبي

العلاقات العراقية الإماراتية وهي العلاقات الثنائية بين دولتي جمهورية العراق والإمارات العربية المتحدة، حيث لدى العراق سفارة في مدينة أبوظبي وقنصلية في مدينة دبي ولدى الإمارات سفارة في مدينة بغداد.

## تاريخ العلاقات
تاريخ العلاقات بين البلدين كان تقريباً الأفضل مقارنةً مع دول الخليج الأخرى، حيث كان العراق من أول الدول التي دعمت استقلال الإمارات العربية المتحدة في سنة 1971 في أيام حكم أحمد حسن البكر كما قامت الإمارات بدعم العراق اقتصاديا أثناء الحرب العراقية الإيرانية مع دول الخليج الأخرى وقام العراق بالدفاع عن الجزر الثلاثة التي احتلتها إيران وهي جزيرة أبو موسى وجزيرة الطنب الكبرى والطنب الصغرى، لكن العلاقة ساءت بعد نهاية الحرب العراقية الإيرانية، حيث أصبحت دول الخليج مع العراق غارقة بالديون، فطالبت العراق بدفع ديونها وهو ما كان أحد أسباب غزو العراق للكويت في سنة 1990، وردا على ذلك دعمت الإمارات إرسال القوات العربية لتحرير الكويت من الاحتلال العراقي في المؤتمر الذي أقيم في مصر. ثم انقطعت العلاقات بين البلدين حتى سقوط نظام صدام حسين. وقد ساءت العلاقات مرة أخرى بعد إتهام رئيس الوزراء العراقي نوري المالكي للسعودية بدعم الإرهابيين في العراق، حيث قامت الإمارات باستدعاء السفير العراقي لديها مساندةً للسعودية. تتلخص العلاقة أيضا بوجود حوالي 40 ألف عراقي مقيمين في الإمارات.

### العلاقات بين إقليم كردستان العراق والإمارات العربية المتحدة
هي علاقات ثنائية بين الطرفين. في حين أن إقليم كردستان العراق ليس له تمثيل في دولة الإمارات العربية المتحدة، إلا أن الأخير لديه قنصلية عامة في أربيل منذ عام 2012. تمت مناقشة افتتاح القنصلية العامة الإماراتية خلال زيارة قام بها وزير الخارجية الإماراتي عبد الله بن زايد آل نهيان في أربيل في فبراير 2011. قال وزير شؤون مجلس الوزراء الإماراتي والمستقبل محمد القرقاوي في تصريحٍ له: «سنحتاج إلى إقليم كردستان العراق وإقليم كردستان العراق سوف تحتاج إلينا لأن لدينا نفس المبادئ والاهتمامات».
في مايو 2012، زار الرئيس السابق لإقليم كردستان العراق مسعود بارزاني دولة الإمارات العربية المتحدة والتقى رئيس الوزراء الإماراتي ونائبه محمد بن راشد آل مكتوم وولي عهد أبو ظبي ونائب القائد الأعلى للقوات المسلحة محمد بن زايد آل نهيان لتعزيز الوضع السياسي. والعلاقات الاقتصادية والثقافية والاستثمارية. زار بارزاني الإمارات العربية المتحدة مرة أخرى في نوفمبر 2012، حيث التقى كل من محمد بن راشد آل مكتوم ومحمد بن زايد آل نهيان مرة أخرى. في يناير 2014، قدرت استثمارات الإمارات العربية المتحدة في إقليم كردستان العراق بنحو 2.5 مليار دولار. علاوة على ذلك، كان هناك 134 شركة إماراتية موجودة في المنطقة.
قامت الحكومة الإماراتية ببناء مستشفيين في إقليم كردستان العراق للاجئين والنازحين داخليًا. في يوليو 2017، بدأت شركة الطاقة الإماراتية «شركة أبوظبي الوطنية للطاقة» بالإنتاج في حقل أتروش، الذي تتمتع فيه بنسبة 39.9% من العمل.